# Alex Beck
Alex Beck, född 7 februari 1992, är en australisk friidrottare. Han deltog vid olympiska sommarspelen 2020.